# Saara (bei Schmölln)
Saara (bei Schmölln) este o comună din landul Turingia, Germania.